# Zadní Kopanina

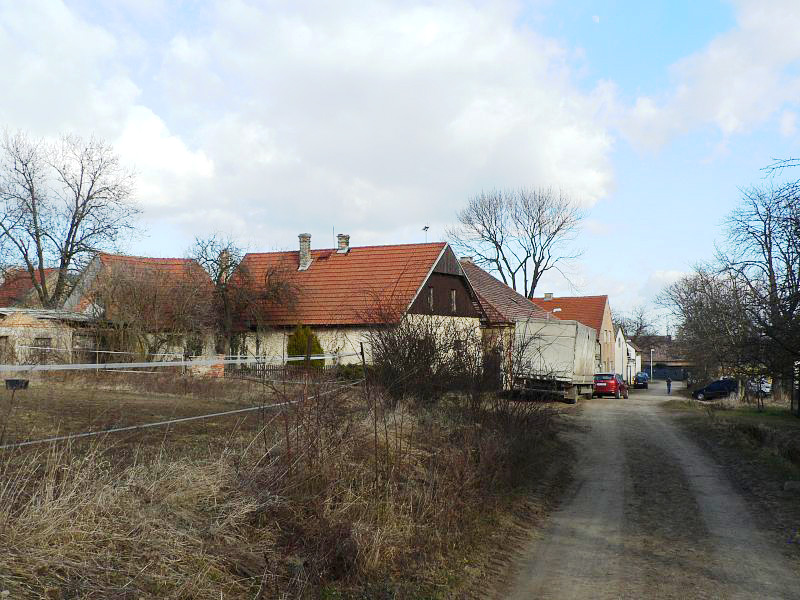
Zadní Kopanina

Zadní Kopanina is een buitenwijk van de Tsjechische hoofdstad Praag aan de westzijde van de stad. Het dorpje heeft 78 inwoners (2006), verdeeld over 35 adressen en vier straten. Zadní Kopanina is onderdeel van het gemeentelijke district Praag-Řeporyje, wat behoort tot het administratieve district Praag 13. Het dorp behoort sinds het jaar 1974 bij de gemeente Praag.
Zadní Kopanina ligt tegen de gemeentegrens van Praag aan, aan de andere kant van de grens ligt het dorp Ořech, onderdeel van de okres Praha-západ.